# Mister Brasil 2015
Mister Brasil 2015 foi a 10.ª edição do tradicional concurso de beleza masculino que escolhe o melhor e mais apto candidato brasileiro para disputar o certame internacional de Mister Mundo, não só para este mas também para os principais concursos de beleza do mundo (como Mister International, Manhunt Internacional, etc.).
Com seu ápice realizado no Teatro Pedro Ivo, localizado em Florianópolis, o confinamento dos candidatos e demais provas avaliatórias foram realizadas no Resort IL Campanario, em Jurerê Internacional e teve a participação de quarenta e dois (42) aspirantes ao título de Lucas Montandon, Mister Brasil 2014. Contou ainda com a cantora portuguesa Suzy e transmissão ao vivo pela UOL e TVCOM, sendo essa última apenas para a região Sul do País.
Este ano também foi de estreia, visto que além dos candidatos escolhidos por concurso estadual e os seus finalistas que representam ilhas oceânicas brasileiras, a organização do concurso nacional agora dá oportunidades para candidatos representarem regiões turísticas e/ou econômicas. O primeiro a ser divulgado pelo site oficial e a estrear esse novo tipo de conceito, foi o paulista Pedro Gicca, que representou o Alto Tietê.

## Resultados

### Colocações
| Posição                                             | Candidato |
| --------------------------------------------------- | --- |

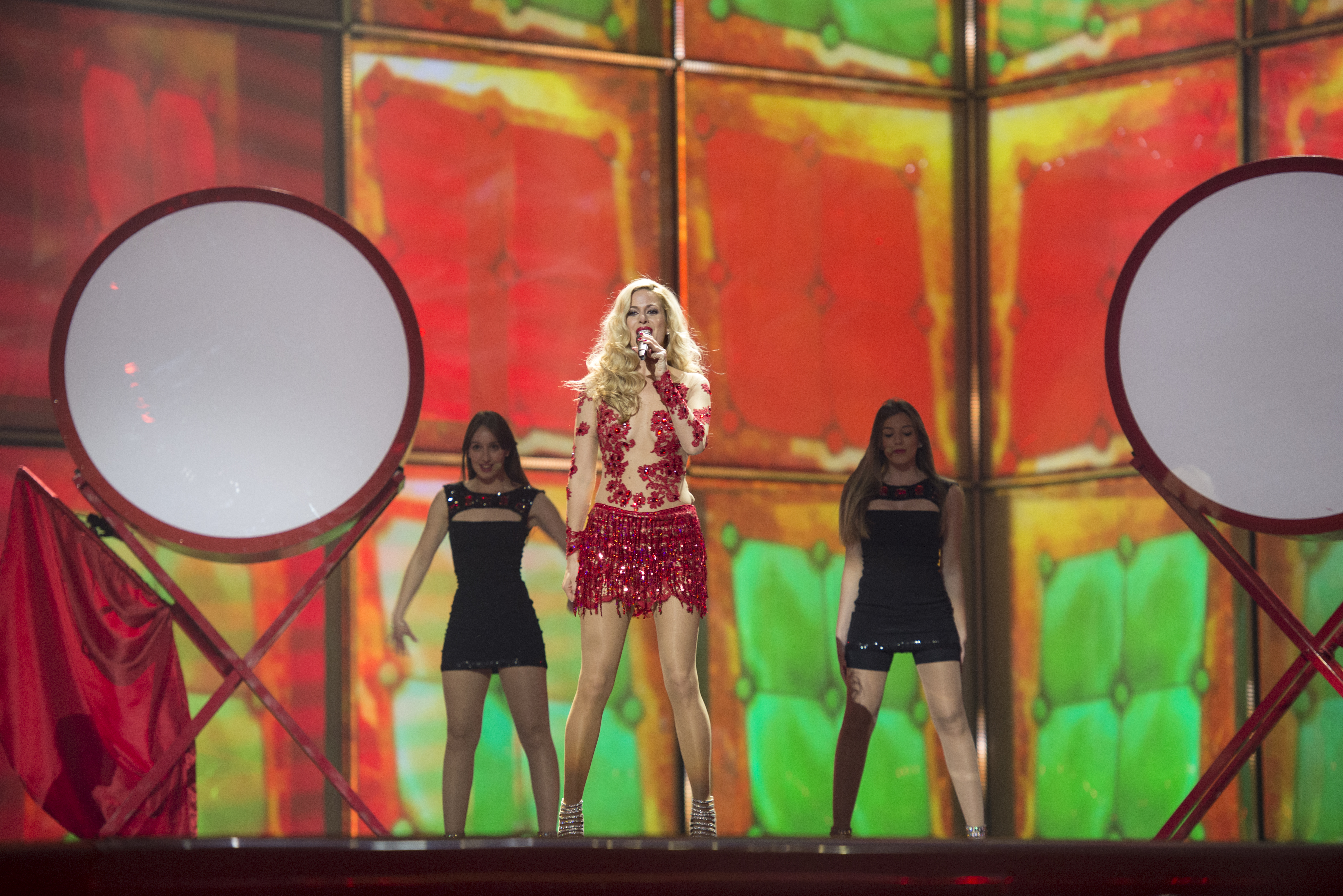
A cantora portuguesa Suzy participou da final do evento realizada em Florianópolis. Na foto, em apresentação na semifinal do Eurovision Song Contest 2014.

| Vencedor                                            | - Ilhabela - Anderson Tomazini |
| 2.º. Lugar                                          | - SP Capital - Giba Pignatti |
| 3.º. Lugar                                          | - Ilha de S. Francisco - Eduardo Mocelim |
| 4.º. Lugar                                          | - Santa Catarina - Allan Lanfredi |
| 5.º. Lugar                                          | - Mato Grosso - Herbert Penze |
| (TOP 10) Semifinalistas (Em ordem de classificação) | - Vale do Paranhana - Denis Facco - Ilha do Farol - Eduardo Lisboa - Rio de Janeiro - Paulo Leite - Distrito Federal - Ecktor Lopes - Rio Grande do Norte - Rodrigo Galvão |
| (TOP 21) Semifinalistas (Em ordem de classificação) | - Minas Gerais - Kaio Juliani - Pará - Manoel Netto - São Paulo - Gabriel Braghin - Alto Tietê - Pedro Gicca - Maranhão - Ricardo Barreto - Ilhas de Florianópolis - Bóris Gevaerd - Serra Gaúcha - Lucas Bertuzzo - Paraná - Renan Marconi - Ilha de Porto Belo - Gean Salfer - Jurerê Internacional - Matheus Costa - Bahia - Rony Duarte |

### Prêmios Especiais
- Foram distribuídos os seguintes prêmios este ano:

| Colocação            | Candidato                                |
| -------------------- | ---------------------------------------- |
| Mister Fotogenia     | - SP Capital - Giba Pignatti             |
| Mister Elegância     | - Minas Gerais - Kaio Juliani            |
| Mister Cordialidade  | - Ilha de S. Francisco - Eduardo Mocelim |
| Mister Personalidade | - SP Capital - Giba Pignatti             |

### Ordem dos Anúncios
| 1. Ilha de São Francisco do Sul 2. São Paulo 3. Maranhão 4. Paraná 5. SP Capital 6. Mato Grosso 7. Ilha do Farol 8. Alto Tietê 9. Bahia 10. Ilha de Porto Belo 11. Distrito Federal 12. Minas Gerais 13. Pará 14. Ilhabela 15. Rio de Janeiro 16. Ilhas de Florianópolis 17. Serra Gaúcha 18. Vale do Paranhana 19. Jurerê Internacional 20. Rio Grande do Norte 21. Santa Catarina | 1. Ilhabela 2. SP Capital 3. Santa Catarina 4. Rio de Janeiro 5. Vale do Paranhana 6. Rio Grande do Norte 7. Ilha de São Francisco do Sul 8. Ilha do Farol 9. Distrito Federal 10. Mato Grosso | 1. Ilhabela 2. Santa Catarina 3. Ilha de São Francisco do Sul 4. SP Capital 5. Mato Grosso |  |

## Quadro de Prêmios

### Secundários
Prêmios de patrocinadores ou de menor significância:
| Prêmio                  | Candidato                                |
| ----------------------- | ---------------------------------------- |
| Mister Estilo           | - Rio Grande do Norte - Rodrigo Galvão   |
| Mister Parceria         | - Missões - Jardel Marostega             |
| Mister Melhor Pele      | - Pará - Manoel Netto                    |
| Mister Melhor Sorriso   | - Bahia - Rony Duarte                    |
| Mister Health & Fitness | - Paraná - Renan Marconi                 |
| O Mais Belo Rosto       | - Ilhabela - Anderson Tomazini           |
| Modelo Revelação        | - Ilha de S. Francisco - Eduardo Mocelim |

### Para Coordenadores
O certame nacional também premiou suas disputas estaduais:
| Prêmio             | Coordenador                               |
| ------------------ | ----------------------------------------- |
| Melhor Concurso    | - Rio Grande do Sul - Marcelo Sóes        |
| Melhor Coordenação | - Distrito Federal - Mayck Carvalho       |
| Melhor Divulgação  | - Rio Grande do Sul - Marcelo Sóes        |
| Melhor Preparador  | - Jurerê Internacional - Caio Cavichiolli |
| Coord. Revelação   | - Ilhabela - Allan Lucena                 |

### Misters Regionais
Os melhores candidatos por região do País:
| Título              | Candidato                                |
| ------------------- | ---------------------------------------- |
| Mister Centro-Oeste | - Mato Grosso - Herbert Penze            |
| Mister Nordeste     | - Rio Grande do Norte - Rodrigo Galvão   |
| Mister Norte        | - Pará - Manoel Netto                    |
| Mister Sudeste      | - Ilhabela - Anderson Tomazini           |
| Mister Sul          | - Ilha de S. Francisco - Eduardo Mocelim |

### Mister Popularidade
O vencedor desta etapa garantiu uma vaga no Top 21:
| Posição | Candidato                               |
| ------- | --------------------------------------- |
| 1       | - Santa Catarina - Allan Lanfredi (19%) |
| 2       | - Minas Gerais - Kaio Juliani (17%)     |
| 3       | - Rondônia - Dereck Senatore (8%)       |

## Etapas Preliminares
| Colocação               | Candidato |
| ----------------------- | --- |
| 1                       | - Santa Catarina - Allan Lanfredi |
| 2                       | - Ilha de São Francisco do Sul - Eduardo Mocelin |
| 3                       | - Mato Grosso - Herbert Penze |
| (TOP 10) Semifinalistas | - Ilha do Farol - Eduardo Lisboa - Ilhabela - Anderson Tomazini - Pará - Manoel Netto - Rio Grande do Sul - Diego Heldt - SP Capital - Giba Pignatti - Serra Gaúcha - Lucas Bertuzzo - Vale do Paranhana - Denis Facco |

| Colocação  | Candidato                                                                          |
| ---------- | ---------------------------------------------------------------------------------- |
| 1          | - Santa Catarina - Allan Lanfredi                                                  |
| 2          | - SP Capital - Giba Pignatti                                                       |
| 3          | - Ilhabela - Anderson Tomazini                                                     |
| Finalistas | - Ilha de São Francisco do Sul - Eduardo Mocelin - Rio Grande do Sul - Diego Heldt |

| Colocação               | Candidato |
| ----------------------- | --- |
| 1                       | - Rio de Janeiro - Paulo Leite |
| 2                       | - Bahia - Rony Duarte |
| 3                       | - Distrito Federal - Ecktor Lopes |
| (TOP 10) Semifinalistas | - Ilha de Porto Belo - Gean Salfer - Ilha de São Francisco do Sul - Eduardo Mocelin - Mato Grosso - Herbert Penze - Minas Gerais - Kaio Juliani - São Paulo - Gabriel Braghin - Trindade & Martim - Gustavo Siqueira - Vale do Paranhana - Denis Facco |

| Colocação               | Candidato |
| ----------------------- | --- |
| 1                       | - Santa Catarina - Allan Lanfredi |
| 2                       | - Vale do Taquari - Renan Gabe |
| 3                       | - Espírito Santo - Dhemerson Salomão |
| (TOP 10) Semifinalistas | - Distrito Federal - Ecktor Lopes - Ilha de São Francisco do Sul - Eduardo Mocelin - Ilha de Superagüi - Leonardo Beni - Ilha do Mel - Thiago Durães - Ilhabela - Anderson Tomazini - Pantanal - Guilherme Sampati - Rio de Janeiro - Paulo Leite |

| Colocação  | Candidato                                                                  |
| ---------- | -------------------------------------------------------------------------- |
| 1          | - Atol das Rocas - Diego Jácome                                            |
| 2          | - Ilhabela - Anderson Tomazini                                             |
| 3          | - SP Capital - Giba Pignatti                                               |
| Finalistas | - Ilhas de Florianópolis - Bóris Gevaerd - Distrito Federal - Ecktor Lopes |

| Colocação               | Candidato |
| ----------------------- | --- |
| 1                       | - SP Capital - Giba Pignatti |
| 2                       | - São Paulo - Gabriel Braghin |
| 3                       | - Goiás - Pablo Isaac |
| (TOP 10) Semifinalistas | - Ilha de Porto Belo - Gean Salfer - Ilha de São Francisco do Sul - Eduardo Mocelin - Ilha do Farol - Eduardo Lisboa - Maranhão - Ricardo Barreto - Rio de Janeiro - Paulo Leite - Rio Grande do Norte - Rodrigo Galvão - Santa Catarina - Allan Lanfredi |

## Classificação Geral
As colocações de todos os candidatos ao título se encontram abaixo:
| Posição | Representação                | Entrevista | Multimídia | Esportes | Moda Praia | Moda Noite | Top Model | Beleza com Propósito | Parcial | Votos Top 5/10 | Total Preliminar | Votos na Final |
| ------- | ---------------------------- | ---------- | ---------- | -------- | ---------- | ---------- | --------- | -------------------- | ------- | -------------- | ---------------- | -------------- |
| 1.º     | Ilhabela                     | 167        | 10         | 5        | 12         | 18         | 0         | 26                   | 238     | 50             | 288              | 11             |
| 2.º     | SP Capital                   | 198        | 8          | 0        | 17         | 20         | 22        | 18                   | 283     | 60             | 343              | 7              |
| 3.º     | Ilha de São Francisco do Sul | 178        | 3          | 6        | 20         | 17         | 14        | 35                   | 273     | 25             | 298              | 5              |
| 4.º     | Santa Catarina               | 186        | 0          | 12       | 22         | 22         | 15        | 23                   | 280     | 25             | 305              | 4              |
| 5.º     | Mato Grosso                  | 192        | 0          | 0        | 18         | 10         | 8         | 36                   | 284     | 35             | 299              | 1              |
| 6.º     | Vale do Paranhana            | 190        | 0          | 0        | 16         | 15         | 2         | 34                   | 257     | 30             | 287              |                |
| 7.º     | Ilha do Farol                | 175        | 0          | 0        | 15         | 8          | 13        | 10                   | 221     | 65             | 286              |                |
| 8.º     | Rio de Janeiro               | 184        | 0          | 7        | 0          | 0          | 12        | 42                   | 245     | 25             | 270              |                |
| 9.º     | Distrito Federal             | 176        | 6          | 4        | 0          | 0          | 0         | 38                   | 224     | 45             | 269              |                |
| 10.º    | Rio Grande do Norte          | 179        | 0          | 0        | 9          | 8          | 11        | 13                   | 220     | 45             | 265              |                |
| 11.º    | Minas Gerais                 | 181        | 0          | 0        | 4          | 4          | 1         | 37                   | 227     | 30             | 257              |                |
| 12.º    | Pará                         | 183        | 0          | 0        | 13         | 6          | 3         | 27                   | 232     | 25             | 257              |                |
| 13.º    | São Paulo                    | 178        | 0          | 0        | 0          | 13         | 20        | 31                   | 242     | 15             | 257              |                |
| 14.º    | Alto Tietê                   | 177        | 5          | 0        | 7          | 0          | 0         | 25                   | 214     | 35             | 249              |                |
| 15.º    | Maranhão                     | 175        | 0          | 0        | 6          | 3          | 17        | 18                   | 219     | 30             | 249              |                |
| 16.º    | Ilhas de Florianópolis       | 180        | 7          | 0        | 3          | 0          | 0         | 20                   | 210     | 35             | 245              |                |
| 17.º    | Serra Gaúcha                 | 170        | 0          | 0        | 11         | 9          | 5         | 30                   | 225     | 20             | 245              |                |
| 18.º    | Paraná                       | 186        | 0          | 0        | 0          | 12         | 0         | 14                   | 212     | 25             | 237              |                |
| 19.º    | Ilha de Porto Belo           | 171        | 0          | 0        | 0          | 14         | 16        | 33                   | 234     | 0              | 234              |                |
| 20.º    | Jurerê Internacional         | 171        | 0          | 0        | 2          | 0          | 10        | 24                   | 207     | 25             | 232              |                |
| 21.º    | Bahia                        | 167        | 0          | 0        | 0          | 0          | 0         | 40                   | 207     | 20             | 227              |                |
| 22.º    | Atol das Rocas               | 173        | 12         | 0        | 0          | 0          | 0         | 19                   | 204     |                | 204              |                |
| 23.º    | Mato Grosso do Sul           | 175        | 0          | 0        | 1          | 11         | 0         | 15                   | 202     |                | 202              |                |
| 24.º    | Missões                      | 172        | 0          | 0        | 0          | 0          | 6         | 22                   | 200     |                | 200              |                |
| 25.º    | Rio Grande do Sul            | 150        | 0          | 0        | 14         | 16         | 9         | 11                   | 200     |                | 200              |                |
| 26.º    | Rondônia                     | 184        | 0          | 0        | 0          | 2          | 0         | 10                   | 196     |                | 196              |                |
| 27.º    | Ilha de Superagüi            | 154        | 1          | 1        | 0          | 5          | 0         | 28                   | 189     |                | 189              |                |
| 28.º    | Vale do Taquari              | 146        | 0          | 10       | 8          | 0          | 0         | 16                   | 180     |                | 180              |                |
| 29.º    | Cerrado Goiano               | 145        | 4          | 0        | 0          | 0          | 0         | 29                   | 178     |                | 178              |                |
| 30.º    | Vale dos Vinhedos            | 166        | 0          | 0        | 0          | 0          | 0         | 12                   | 178     |                | 178              |                |
| 31.º    | Pernambuco                   | 158        | 0          | 0        | 5          | 1          | 0         | 10                   | 174     |                | 174              |                |
| 32.º    | Goiás                        | 145        | 0          | 0        | 0          | 0          | 18        | 10                   | 173     |                | 173              |                |
| 33.º    | Trindade e Martim Vaz        | 137        | 0          | 0        | 0          | 0          | 0         | 32                   | 169     |                | 169              |                |
| 34.º    | Pantanal                     | 156        | 0          | 2        | 0          | 0          | 0         | 10                   | 168     |                | 168              |                |
| 35.º    | Plano Piloto                 | 152        | 0          | 0        | 0          | 0          | 0         | 13                   | 165     |                | 165              |                |
| 36.º    | Cataratas do Iguaçu          | 144        | 2          | 0        | 0          | 0          | 7         | 10                   | 163     |                | 163              |                |
| 37.º    | Ilha do Mel                  | 135        | 0          | 3        | 10         | 0          | 0         | 10                   | 158     |                | 158              |                |
| 38.ª    | Tocantins                    | 133        | 0          | 0        | 0          | 0          | 0         | 21                   | 154     |                | 154              |                |
| 39.º    | Espírito Santo               | 146        | 0          | 8        | 0          | 0          | 0         | 0                    | 154     |                | 154              |                |
| 40.º    | Alagoas                      | 132        | 0          | 0        | 0          | 0          | 4         | 10                   | 146     |                | 146              |                |
| 41.º    | Ilha dos Bandeirantes        | 132        | 0          | 0        | 0          | 0          | 0         | 10                   | 142     |                | 142              |                |
| 42.º    | Amazonas                     | 128        | 0          | 0        | 0          | 0          | 0         | 10                   | 138     |                | 138              |                |

### Observações
1. O critério desempate entre os candidatos classificados foi o total de pontos adquiridos para Top 10/Top 5.
2. O critério desempate entre os candidatados não classificados foi o total de pontos no Beleza com Propósito.

## Candidatos
Todos os candidatos eleitos e/ou indicados que competiram:

### Unidades de Federação
| Título                     | Unidade de Federação | Candidato         | Idade | Altura | Representação        | Ref.   |
| -------------------------- | -------------------- | ----------------- | ----- | ------ | -------------------- | ------ |
| Mister Alagoas             | Alagoas              | Diego Farias      | 26    | 1.85   | Arapiraca            | [ 4 ]  |
| Mister Amazonas            | Amazonas             | Mauro Emiliano    | 24    | 1.87   | Manaus               | [ 5 ]  |
| Mister Bahia               | Bahia                | Rony Duarte       | 26    | 1.80   | Vitória da Conquista | [ 6 ]  |
| Mister Distrito Federal    | Distrito Federal     | Ecktor Lopes      | 25    | 1.84   | Lago Sul             | [ 7 ]  |
| Mister Espírito Santo      | Espírito Santo       | Dhemerson Salomão | 20    | 1.78   | Aracruz              | [ 8 ]  |
| Mister Goiás               | Goiás                | Pablo Isaac       | 21    | 1.88   | Itapuranga           | [ 9 ]  |
| Mister Maranhão            | Maranhão             | Ricardo Barreto   | 27    | 1.80   | Iguaí                | [ 10 ] |
| Mister Mato Grosso         | Mato Grosso          | Herbert Penze     | 20    | 1.88   | Barra do Garças      | [ 11 ] |
| Mister Mato Grosso do Sul  | Mato Grosso do Sul   | Marcel Dauzacker  | 28    | 1.89   | Bonito               | [ 12 ] |
| Mister Minas Gerais        | Minas Gerais         | Kaio Juliani      | 19    | 1.83   | Rio Novo             | [ 13 ] |
| Mister Pará                | Pará                 | Manoel Netto      | 30    | 1.84   | Belém                | [ 14 ] |
| Mister Paraná              | Paraná               | Renan Marconi     | 26    | 1.81   | Apucarana            | [ 15 ] |
| Mister Pernambuco          | Pernambuco           | Gledson Ricca     | 30    | 1.87   | Olinda               | [ 16 ] |
| Mister Rio de Janeiro      | Rio de Janeiro       | Paulo Leite       | 30    | 1.80   | Rio de Janeiro       | [ 17 ] |
| Mister Rio Grande do Norte | Rio Grande do Norte  | Rodrigo Galvão    | 18    | 1.88   | São Gonçalo          | [ 18 ] |
| Mister Rio Grande do Sul   | Rio Grande do Sul    | Diego Heldt       | 25    | 1.85   | Novo Hamburgo        | [ 19 ] |
| Mister Rondônia            | Rondônia             | Dereck Senatore   | 25    | 1.76   | Vilhena              | [ 20 ] |
| Mister Santa Catarina      | Santa Catarina       | Allan Lanfredi    | 23    | 1.87   | Imbituba             | [ 21 ] |
| Mister São Paulo           | São Paulo            | Gabriel Braghin   | 18    | 1.85   | Presidente Prudente  | [ 22 ] |
| Mister Tocantins           | Tocantins            | Lupércio Santana  | 31    | 1.88   | Barra do Garças      | [ 23 ] |

1. Trata-se do município que o candidato representou durante a etapa estadual.
  1. Em caso de aclamação, trata-se do município de origem do candidato.

### Insulares e Outras Regiões
| Título                              | Unidade de Federação | Candidato         | Idade | Altura | Representação   | Ref.   |
| ----------------------------------- | -------------------- | ----------------- | ----- | ------ | --------------- | ------ |
| Mister Alto Tietê                   | São Paulo            | Pedro Gicca       | 27    | 1.87   | Mogi das Cruzes | [ 24 ] |
| Mister Atol das Rocas               | Rio Grande do Norte  | Diego Jácome      | 24    | 1.83   | Sobradinho      | [ 25 ] |
| Mister Cataratas do Iguaçu          | Paraná               | Carlos Dias       | 28    | 1.82   | Toledo          | [ 26 ] |
| Mister Cerrado Goiano               | Goiás                | Pedro Carvalho    | 23    | 1.82   | Rio Grande      | [ 27 ] |
| Mister Ilhabela                     | São Paulo            | Anderson Tomazini | 26    | 1.85   | Brasília        | [ 28 ] |
| Mister Ilha de Porto Belo           | Santa Catarina       | Gean Salfer       | 21    | 1.85   | Joinville       | [ 29 ] |
| Mister Ilha de Superagüi            | Paraná               | Leonardo Beni     | 26    | 1.84   | Londrina        | [ 30 ] |
| Mister Ilha do Farol                | Rio de Janeiro       | Eduardo Lisboa    | 23    | 1.90   | Arraial do Cabo | [ 31 ] |
| Mister Ilha do Mel                  | Paraná               | Thiago Durães     | 23    | 1.88   | Cianorte        | [ 32 ] |
| Mister Ilha dos Bandeirantes        | Paraná               | Wagner Ushijima   | 24    | 1.81   | Umuarama        | [ 32 ] |
| Mister Ilhas de Florianópolis       | Santa Catarina       | Bóris Gevaerd     | 27    | 1.83   | Blumenau        | [ 33 ] |
| Mister Ilha de São Francisco do Sul | Santa Catarina       | Eduardo Mocelim   | 25    | 1.88   | Florianópolis   | [ 34 ] |
| Mister Jurerê Internacional         | Santa Catarina       | Matheus Costa     | 27    | 1.84   | Florianópolis   | [ 35 ] |
| Mister Pantanal                     | Mato Grosso do Sul   | Guilherme Sampati | 18    | 1.87   | Dourados        | [ 36 ] |
| Mister Missões                      | Rio Grande do Sul    | Jardel Marostega  | 21    | 1.86   | Santo Ângelo    | [ 37 ] |
| Mister Plano Piloto                 | Distrito Federal     | Marco Vicenzo     | 24    | 1.82   | Brasília        | [ 38 ] |
| Mister São Paulo Capital            | São Paulo            | Giba Pignatti     | 28    | 1.86   | São Paulo       | [ 39 ] |
| Mister Serra Gaúcha                 | Rio Grande do Sul    | Lucas Bertuzzo    | 21    | 1.90   | Caxias do Sul   | [ 37 ] |
| Mister Trindade e Martim Vaz        | Espírito Santo       | Gustavo Siqueira  | 24    | 1.85   | Cabo Verde      | [ 40 ] |
| Mister Vale do Paranhana            | Rio Grande do Sul    | Denis Facco       | 25    | 1.83   | Vicente Dutra   | [ 37 ] |
| Mister Vale do Taquari              | Rio Grande do Sul    | Renan Gabe        | 18    | 1.86   | Venâncio Aires  | [ 37 ] |
| Mister Vale dos Vinhedos            | Rio Grande do Sul    | Gilberto Júnior   | 24    | 1.85   | Bento Gonçalves | [ 37 ] |

1. Trata-se do município que o candidato representou durante a etapa estadual.
  1. Em caso de aclamação, trata-se do município de origem do candidato.

## Históricos

### Concurso
- Pela primeira vez desde 2011 não teve um representante do arquipélago de Fernando de Noronha.
- Foi a primeira vez que o número de candidatos de ilhas e outras regiões foi maior do que o número de candidatos estaduais.
  - Implantado esse ano, 11 regiões do País tiveram representantes, excluindo-se as ilhas e arquipélagos.
- Um total de 7 candidatos são nascidos no Rio Grande do Sul, 5 em Santa Catarina e Paraná e outros 4 no Distrito Federal.
  - Percentualmente, 17% do total de candidatos são gaúchos, 12% catarinenses e paranaenses e 9% são nascidos na capital do país.
- O número de realização de concursos estaduais em relação ao ano anterior aumentou, 11 concursos foram realizados.
- O mister mais velho foi do Tocantins, Lupércio Santana, que tinha 31 anos completos até a data do evento.
- Em contra partida, os mais novos foram os Misters Pantanal, São Paulo e Vale do Taquari, com 18 anos cada.
- Os Misters Ilha do Farol e Serra Gaúcha foram os mais altos da competição, cada um com 1.90m de estatura.
- Último a ser eleito, o Mister Rondônia Derek Senatore foi o mais "baixo" da competição, com 1.76 de altura.
- A média de altura dos candidatos Estaduais foi de 1.85m contra 1.86m dos candidatos de outras regiões.

### Candidatos
- Rony Duarte (Bahia) já fez figuração em novelas da Record e já chegou à penúltima etapa de seleção do BBB.
- Ecktor Lopes (Distrito Federal) superou um tumor no nariz e a 3 cirurgias na mesma região.
- Diego Jácome (Atol das Rocas) é professor de Biologia e estudante de Ciências Naturais.
- Ricardo Barreto (Maranhão) já apareceu em dos clipes da cantora Kelly Key.
- Paulo Leite (Rio de Janeiro) já deu aulas de Gestão da Qualidade na Universidade Cândido Mendes.
- Leonardo Beni (Ilha de Superagüi) e Marco Vicenzo (Plano Piloto) são formados em Direito.
- Eduardo Lisboa (Ilha do Farol) trabalha como guarda-parques, profissão ligada à Secretaria de Meio Ambiente do RJ.
- Giba Pignatti (São Paulo Capital) já estrelou diversas campanhas para a Chevrolet, Perdigão, Netshoes e Skol.
- Sérgio Luiz (Amapá) foi excluído do concurso por ter sido preso pelo assassinato de seu companheiro com um mata-leão.[41]

### Designações
- Anderson Tomazini (1.º. Lugar) representou o Brasil no Mister Internacional 2015, realizado nas Filipinas e ficou em 2.º. Lugar.
- Giba Pignatti (2.º. Lugar) representou o Brasil no Mister Global 2016, realizado na Tailândia e ficou em 4.º. Lugar.
- Eduardo Mocelim (3.º. Lugar) representou o Brasil no Mister Model International 2015, realizado nos Estados Unidos e ficou em 3.º. Lugar.
- Kaio Juliani (11.º. Lugar) representou o Brasil no Mister Global Teen 2015, realizado na Tailândia e ficou em 2.º. Lugar.
- Gledson Ricca (31.º. Lugar) representou Fernando de Noronha no Mister Model International 2015, realizado nos Estados Unidos.

## Concursos
Disputas estaduais deste ano:

O concurso Mister Mato Grosso 2015 foi realizado com 15 candidatos, porém devido a escassez de informação na mídia e outros veículos de comunicação, não foi possível registro em artigo.

- Mister Distrito Federal 2015
- Mister Espírito Santo 2015
- Mister Goiás 2015
- Mister Mato Grosso do Sul 2015
- Mister Minas Gerais 2015
- Mister Paraná 2015
- Mister Rio Grande do Sul 2015
- Mister Rondônia 2015
- Mister Santa Catarina 2015
- Mister São Paulo 2015

## Crossovers
Candidatos em outros concursos:
| Mister Alagoas Model - 2010: Alagoas - Diêgo Farias (Vencedor) - (Representando o município de Arapiraca) Mister Brasil - 2014: Pernambuco - Gledson Ricca - (Representando o Estado da Paraíba) Mister Brasil Tur - 2013: Amazonas - Mauro Emiliano (Vencedor) - (Representando o Estado do Amazonas) Mister Universo Brasil - 2013: Ilhabela - Anderson Tomazini (3.º. Lugar) - (Representando o Estado do Acre) - 2013: Mato Grosso do Sul - Marcel Dauzacker - (Representando o Estado do Mato Grosso) - 2015: Rio Grande do Norte - Rodrigo Galvão (3.º. Lugar) - (Representando o Estado do Rio Grande do Norte) Mister Brasil Mundial - 2011: Paraná - Renan Marconi (4.º. Lugar e Mister Fotogenia) - (Representando o Estado do Paraná) | Mister Brasil Nordeste - 2012: Alagoas - Diêgo Farias (Vencedor) - (Representando o Estado de Alagoas) Mister Model Intercontinental - 2013: Alagoas - Diêgo Farias - (Representando o Brasil no Peru) Mister Continentes del Mundo - 2013: Ilhabela - Anderson Tomazini (Vencedor) - (Representando o Brasil no Peru) Mister Jade Universe - 2012: Amazonas - Mauro Emiliano (Vencedor) - (Representando o Brasil na Guatemala) Facez - Juvenil Masculino - 2013: São Paulo - Gabriel Braghin (Vencedor) |